# St-Paul-Aurélien (Lampaul-Ploudalmézeau)

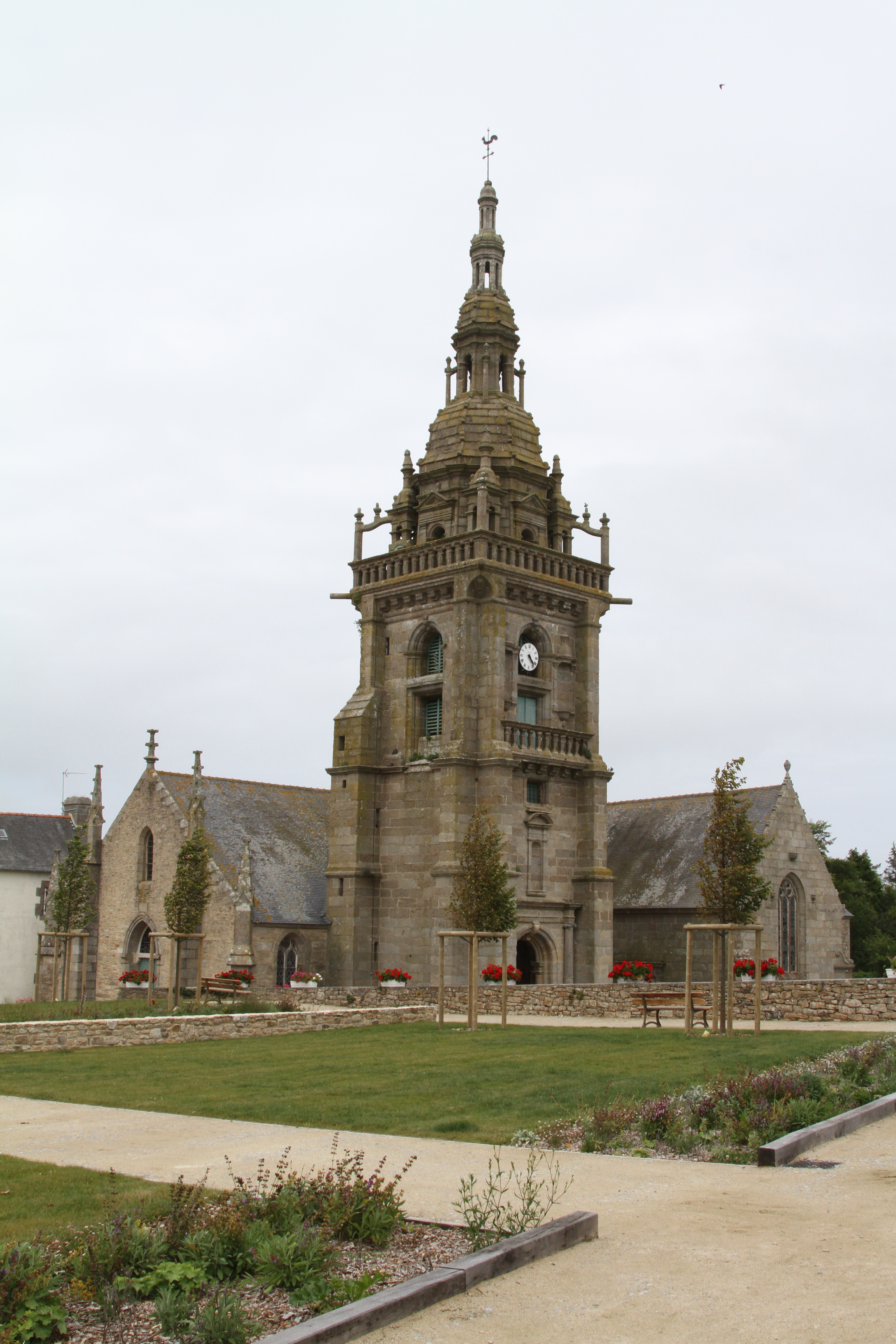
Kirche St-Paul Aurélien

St-Paul-Aurélien (auch: St-Pol-Aurélien) ist die römisch-katholische Pfarrkirche von Lampaul-Ploudalmézeau im Département Finistère in der Bretagne. Der Glockenturm und in seinem Untergeschoss die Vorhalle der Kirche sind seit 1926 als Monument historique eingestuft.

## Geschichte
Die zu Ehren des heiligen Paulinus Aurelianus geweihte Kirche soll der Legende nach auf eine Einsiedelei zurückgehen, die hier sein Schüler Vivehinus begründet haben soll. Der Heilige selber soll hier später ein kleines Oratorium errichtet und für kurze Zeit mit seinen Schülern gelebt haben. Im Mittelalter war Lampaul Filialkirche von Ploudalmézeau und wurde zwischen 1330 und 1427 in eine eigene Pfarrei umgewandelt.
Die Kirche St-Paul-Aurélien besteht im Kern aus einem Bau im Stil der Flamboyantgotik aus dem 16. Jahrhundert, der 1855 durch einen Blitzschlag teilweise zerstört und 1856 durch den Architekten Ernest Le Guerranic restauriert wurde. Die Kirche umfasst ein Kirchenschiff mit sechs Jochen und Seitenschiffen mit einem im Westen an der Südseite des Langhauses vorgesetzten Turm. Im Osten schließt der Chorraum mit einer abgeschrägten Apsis im Beaumanoir-Stil. An den letzten beiden Jochen des Kirchenschiffs befindet sich querhausartig eine Seitenkapelle. Der Glockenturm wurde im Renaissancestil 1622 errichtet, das Portal stammt aus dem Jahr 1629.